# 政客 (媒体)
38°53′39″N 77°04′16″W / 38.8941742°N 77.0711202°W
政客（中国大陆又译政治报、政治新闻网）是美国一家总部位于弗吉尼亚州阿灵顿县的政治新闻公司，其报道范围涵盖了美国乃至全球的政治及政策内容。政客通过其旗下的报纸、杂志、电视、网站及播客分发其内容。其针对华盛顿特区的报道包括对美国的国会、游说、媒体和总统的关注。
2021年8月，德国的阿克塞爾·斯普林格集團（其为欧洲最大新闻出版商）宣布以10亿美元高价向网站创办人罗伯特·奥尔布里顿收购公司。交易于同年10月底达成。在新东家的带领下，员工规模大幅度增加，部分新闻内容设置了付费墙。

## 发展历史

### 起源、风格与发展
2007年1月23日，在罗伯特·奥尔布里顿的资助下，由《华盛顿邮报》前记者约翰·F·哈里斯和吉姆·范德黑创办的政客网站正式上线，以快节奏的互联报道提供极其细节化的政治新闻，风格类似于体育中心或ESPN的赛事分析。首批员工包括《时代杂志》专栏作家迈克·艾伦及担任网站首任总裁兼首席执行官的弗雷德·莱恩。另外创始团队还包括马丁·托尔钦。
从创始之日开始，网站就会带着摄像机跑遍大大小小的政治活动，在别的地方宣扬自己的工作。到2008年，网站月访问量突破300万次。
2008年9月，《纽约时报》报道网站会在2008年美国总统选举后扩展业务范围，新聘用记者、编辑、网页工程师等岗位的员工，扩大报纸在华盛顿地区的发行量，提升报纸的发行频率。2008年到2012大选期间，员工规模增加突增三倍，其中包括以评论员身份加盟的政治评论员迈克·金斯利和喬·斯卡伯勒。2009年，网页版名称正式从“The Politico”缩短为“Politico”。
2011年，网站开始着重于长篇新闻和新闻分析。这种报道内容上的转变随着2013年6月苏珊·格拉泽获聘、负责监督“外界人士的重要观点”及“长篇报道”而得到进一步支持。2014年9月，格拉泽被任命为网站新任编辑，接替上月辞职的理查德·波尔克（Richard Berke）。
2013年10月，范黑德获任命为网站新任首席执行官。在他的带领下，网站继续蓬勃发展，仅2014年一年的营收就增长了25%。到2016年，网站在全球各地有将近500名员工。
伴随着外界报道团队内部关系紧张，范黑德和艾伦宣布在2016年美国总统选举后离巢，由奥尔布里顿接任范黑德的首席执行官职务。2017年到2021年，投资银行家帕特里克·斯蒂尔（Patrick Steel）出任首席执行官。曾任公共广播电台WNYC-FM首席执行官的戈利·谢赫霍尔斯拉米（Goli Sheikholeslami）于2022年1月获任命为新任首席执行官。2022年3月，曾任MSNBC和NBC新闻记者的达芙娜·林泽获任命为新任首席执行官。

### Politico Playbook
2007年6月25日，迈克·米伦推出日更的晨间电邮通讯Playbook（直译为剧本）。仅仅几年，Playbook就在华盛顿地区收割大批读者。到2016年，超过10万名“内部人士、外部人士、说客、记者、州长、参议员、现任总统、未来的总统”每天都会读Playbook。外界认为艾伦和Playbook深刻影响全国政治新闻的语调及意义。
2014年6月，丹尼尔·李普曼（Daniel Lippman）加盟网站，协助艾伦完成Playbook的工作。2016年7月艾伦离职后，安娜·帕梅尔和杰克·谢尔曼加盟，接任Playbook的编采工作。2017年3月，网站宣布推出Playbook的午间版《Playbook Power Briefing》，采用晨间版的班底。2017年，Playbook每周广告费在5万到6万美元之间。帕梅尔和谢尔曼跳槽到大酒杯新闻后，网站于2021年宣布Playbook采用全新班底，成员包括瑞秋·巴德、瑞恩·丽莎、塔拉·帕尔梅里和尤金·丹尼尔斯（Eugene Daniels）。

### 专业版
专业版于2010年上线，提供约100名记者撰写的深入报道，内容涵盖十多个重要议题。专业版按议题收费，若只订阅一个议题，一年的收费会超过1000万美元。尽管有付费前，专业版的续订率还是高达93%，订阅收入占网站总收入四分之一。与此同时，主站及Playbook的内容保持免费。

### 杂志版
2013年11月，双月刊《政客杂志》（Politico Magazine）在线上及线下出版。有别于专注“政治政策独家新闻”及突发报道的主站，杂志版提供“高影响力的杂志式报道”，比如长篇报道。杂志第一任总编苏珊·格拉泽是《外交政策》杂志的原编辑，后两任是加雷特·格拉夫（Garrett Graff）和斯蒂芬·豪瑟（Stephen Heuser）。2016年12月，布莱克·洪谢尔被任命为杂志新任主编。
除约3万名指定免费读者外，若要阅读杂志，每年须缴纳200美金的订阅费。杂志内容也可以在网上阅读。

### 地方版
2013年9月，政客收购在佛罗里达州和新泽西州各设有采访部门的《纽约首府报》（Capital New York）。2015年4月，政客宣布将原《纽约首府报》的报道版块更名为《政客佛罗里达》（Politico Florida）、《政客新泽西》（Politico New Jersey）和《政客纽约》（Politico New York），以扩大地方政治新闻的报道范围。2018年9月，政客宣布上线《政客加利福尼亚专业版》（Politico California Pro）。

### 海外扩张
2014年9月，政客与德国出版商阿克塞爾·斯普林格集團成立合资企业，推出欧洲版，总部设在布鲁塞尔。2014年12月，新公司宣布收购法国头部新闻内容供应商国际发展研究所（Development Institute International），将欧洲政治报纸《欧洲之声》更名为《政客欧洲版》。首期报纸于2015年4月23日付梓。
2015年，报纸的网站Politico.eu正式上线，到2016年初大约有50名编辑及20多名业务员。根据第三方机构的调查，在249个调查对象中，Politico.eu是布鲁塞尔阅读人数最多的媒体，影响仅次于《金融时报》、BBC新闻及《经济学人》。2021年3月18日，于2019年9月履新的《政客欧洲版》总编斯蒂芬·布朗（Stephen Brown）因心脏病猝逝，得年57岁。

### 调查报道
在格拉泽及后任嘉莉·布道夫·布朗的率领下，政客深入调查华盛顿国会的丑闻内幕，导致多人引咎辞职。2015年，谢尔曼和帕梅尔发表一系列揭露伊利诺伊州众议员阿隆·夏克丑闻的报道，导致后者引咎辞职。2017年，记者玛丽安·莱文（Marianne Levine）揭露获特朗普提名劳工部长的安德鲁·普斯德有虐待前妻的情况，导致他主动提出取消提名。
2017年9月，记者拉查娜·普拉丹（Rachana Pradhan）和丹·戴蒙德（Dan Diamond）披露特朗普政府卫生部长湯姆·普萊斯用纳税人的钱坐私人飞机的丑闻，导致普莱斯引咎辞职。
2022年2月，记者亚历克斯·汤普森（Alex Thompson）披露拜登总统的科学顾问埃里克·兰德曾在办公室“虐待”同事。兰德随后引咎辞职。
《华盛顿人报》的安德鲁·博容（Andrew Beaujon）指出，在布道夫·布朗的率领下，揭秘政府官员丑闻的调查报道已经成为《政客》“必不可少”的内容，帮助媒体“恢复常态”。

### 扩张
2020年12月，政客宣布收购E&E新闻，开始报道能源及环境事务。收购条约内容未公开。

### 斯普林格集团收购
2021年10月，德国大型媒体出版机构宣布以10亿美元的高价完全收购政客。斯普林格执行总裁马蒂亚斯·多夫纳表示政客的员工需要遵守公司的原则，包括支持欧洲统一、支持以色列的合法地位、支持自由市场经济，否则不能为公司工作。后来，斯普林格表示政客的员工无需像《图片报》那样签署支持跨大西洋关系或以色列文件。

### 提前泄露美最高法判决书草稿
2022年5月2日，政客独家披露美国最高法院的98页文件草稿，显示最高法计划在多布斯诉杰克逊妇女健康组织案的判决中推翻羅訴韋德案和计划生育联盟诉凯茜案中支持妇女堕胎的判决。美国首席大法官約翰·羅伯茨下令美国最高法院执法官彻查泄露情报的人士。到5月6日，相关报道创下政客点击量新高，达1100万次，同时政客分享该报道的第一条推文的阅读量是全月的三倍。

## 批评
2016年10月，在Facebook公开白人至上主义者理查德·B·斯宾塞住址的政客编辑迈克尔·赫什宣布辞职。
2017年4月，《政客杂志》的一篇文章声称美国总统特朗普与俄罗斯总统弗拉基米尔·普京及犹太教正统派|哈西迪运动哈巴德有联系，遭到反誹謗聯盟主席乔纳森·格林布拉特批评，认为文章只是“把犹太教的古老神话复述了一遍”。
剑桥分析公司被指向亲特朗普、反希拉里的选民精准投放政客广告商的原生廣告。
2019年3月，政客的一篇文章将参选总统的美国参议员伯尼·桑德斯画在摇钱树旁边，被指是反犹太主义。作为2020年参选总统的两位犹太候选人之一，桑德斯被指累积大量财富。在文章中，政客特约撰稿人迈克尔·克鲁斯（Michael Kruse）详细介绍了桑德斯的财富状况，并以桑德斯朋友的话说他“虽然很肤浅，但一点也不穷”，暗指“犹太人很肤浅、犹太人很有钱”的反犹太主义比喻。政客杂志的官方推特账户最初就以这句话分享报道，后来才删除。
2021年1月14日，保守派评论员班·夏皮羅以客座作家身份在Playbook撰文，为反对二度弹劾特朗普的共和党众议院辩护。相关内容引起政客员工的激烈反对，总编马修·卡明斯基拒绝道歉，并为发表文章的决定进行辩护，表示“我们不会因为某些人觉得这样做不对而撤回已经出版的内容”，而且报社“会捍卫文章的每一个字”。《每日野獸》表示，政客的100多名员工曾向罗伯特·奥尔布里顿发表联名信，抗议报社发表夏皮罗的行为及卡明斯基的回应。
2022年1月，《Playbook》错误报道美国最高法院大法官索尼娅·索托马约尔与担任要职的民主党人共进晚餐，而索托马约尔早前表示自己无法出席法院口头质询。后来证实网站是把索托马约尔当成查克·舒默的妻子。

## 分发渠道

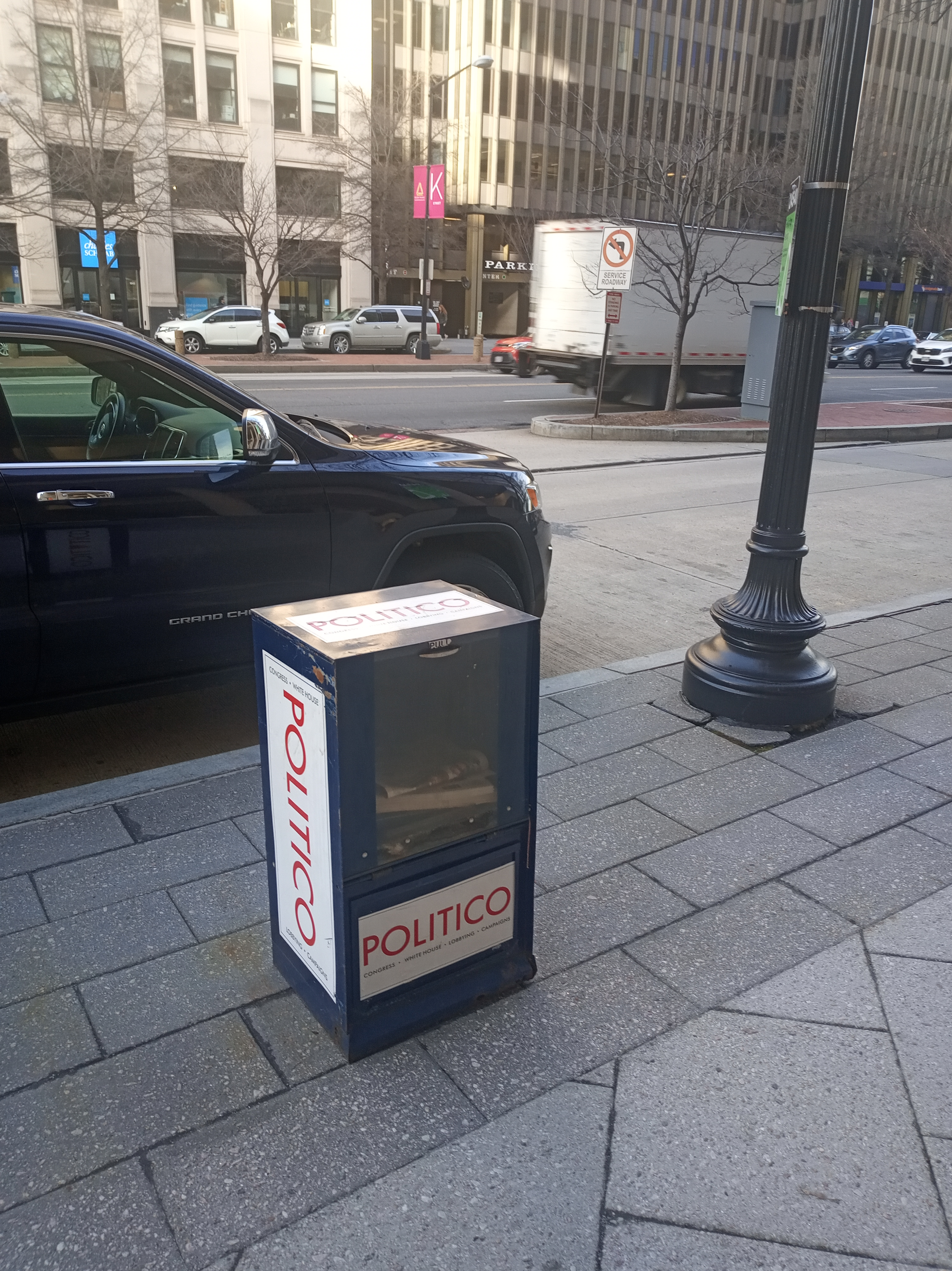
位于华盛顿K街的《政客》自助售报箱

截至2017年，《政客》美国站月均访问量达2600万次，欧洲站突破150万次。根据骑士基金会2020年的一项研究，政客的读者多为温和派和左派。政客被阿克塞爾·斯普林格集團收购后，《国土报》和公平与正确报道组织表示其员工被要求遵守承认以色列合法性的政策。
2009年，报纸每期印刷约为3.2万份，在华盛顿及纽约曼哈顿免费派发。国会开会期间，报纸每周最多印刷五期，而到了休会期，每周只出版一期。除了刊登行业协会的整版广告，报纸还列出华盛顿地区政治岗位的招聘启事。
此外，网站还和多家新闻媒体机构合作报道，联合发布视频、印刷及音频内容。合作方包括CBS新闻、ABC旗下的WJLA-TV及有线电视频道NewsChannel 8（在卖给辛克莱广播集团之前，两者均由奥尔布里顿传媒持有）、电台WTOP-FM和雅虎新闻选举报道。

## 影响
外界认为赞扬政客一开始的企业理念，即以独家新闻及大批量新闻的发表为优先，从而影响其他更成熟的媒体作出改变，譬如提高生产速度，改变报道语气Axios和大酒杯新闻的创始员工也来自政客。
2012年，凭借马特·伍尔克创作的社论漫画，网站获得普利策社论漫画奖。除此之外还获得三个乔治·波尔克奖，包括2014年拉尼娅·阿布扎伊德调查的伊斯兰国崛起、2019年海伦娜·博特米勒·艾维奇（Helena Bottemiller Evich）调查的特朗普政府放弃全球变暖计划，以及2020年戴蒙德调查插手美国联邦政府应对COVID-19疫情措施的政治势力。